# Ахтговен (Лейдердорп)
Ахтго́вен (нід. Achthoven) — присілок у провінції Південна Голландія, Нідерланди. Підпорядковується муніципалітету Лейдердорп.

## Опис
Ахтговен розташований на північному березі річки Ауде-Рейн, на південний схід від міста Лейдердорп, з яким сполучається дорогою Achthovenerweg (укр. Ахтговенський шлях). Сформований з кількох старовинних ферм та промислово-офісного комплексу «De Lage Zijde».
На північ від присілка Ахтховен лежить однойменний польдер.

## Пам'ятки архітектури
Вздовж дороги Achthovenerweg розташована низка старовинних ферм і літніх будинків, зведених здебільшого у XVIII столітті. Усі вони внесені до Національного реєстру пам'яток архітектури.
- № 7 — ферма XVIII століття, № 25685 у Реєстрі[1].
- № 9 — ферма, № 25686 у Реєстрі[2].
- № 13 — ферма «Dijkzicht», зведена у XIX столітті, № 25687 у Реєстрі[3].
- № 25 — садиба «Bouwlust», зведена у XVIII–XIX століттях, № 25688 у Реєстрі[4]. Складається з фермерського будинку Т-образної форми, літнього будинку, комори, стайні та інших господарських споруд. Брама, що веде до ферми, вироблена з заліза та прикрашена табличкою з назвою садиби. Ця ферма є типовим зразком заміської садиби XVIII–XIX століть.
- № 43 — садиба «Hoogkraan», зведена у другій половині XIX — на початку XX століть, № 512179 у Реєстрі (комплекс пам'яток)[5]. Ця садиба відома ще з початку XIX століття, тоді нею володів фермер Пітер Рейнаард. Сучасний будинок зведений близько 1875 року у стилі неокласицизм (№ 512180). Також пам'ятками архітектури є комора (№ 512182) і кована вхідна брама (№ 512181). З 1950 року садиба має виключно житлове призначення.
- № 49 — садиба «Agthoven», зведена у XVIII столітті, № 25690 у Реєстрі[6]. Також пам'яткою архітектури є ковані ворота у стилі Людовіка XVI, що ведуть до садиби (№ 25689)[7]
- № 51 — садиба «Ringgraaf», зведена у 1886 році. Складається з кількох пам'яток архітектури: головного будинку (1886 р., № 512170), воріт (1886 р., № 512171), комори та стайні (1930 р., № 512172), стодоли (бл. 1925 р, № 512173), гаражу (бл. 1925 р, № 512174) і свинарника (бл. 1925 р, № 512175)[8]. Збереглися старовинні інтер'єри та декор.
- № 60 — садиба «De Hoeve Welgelegen», зведена у 1940 році, № 512177 в Реєстрі.

## Галерея

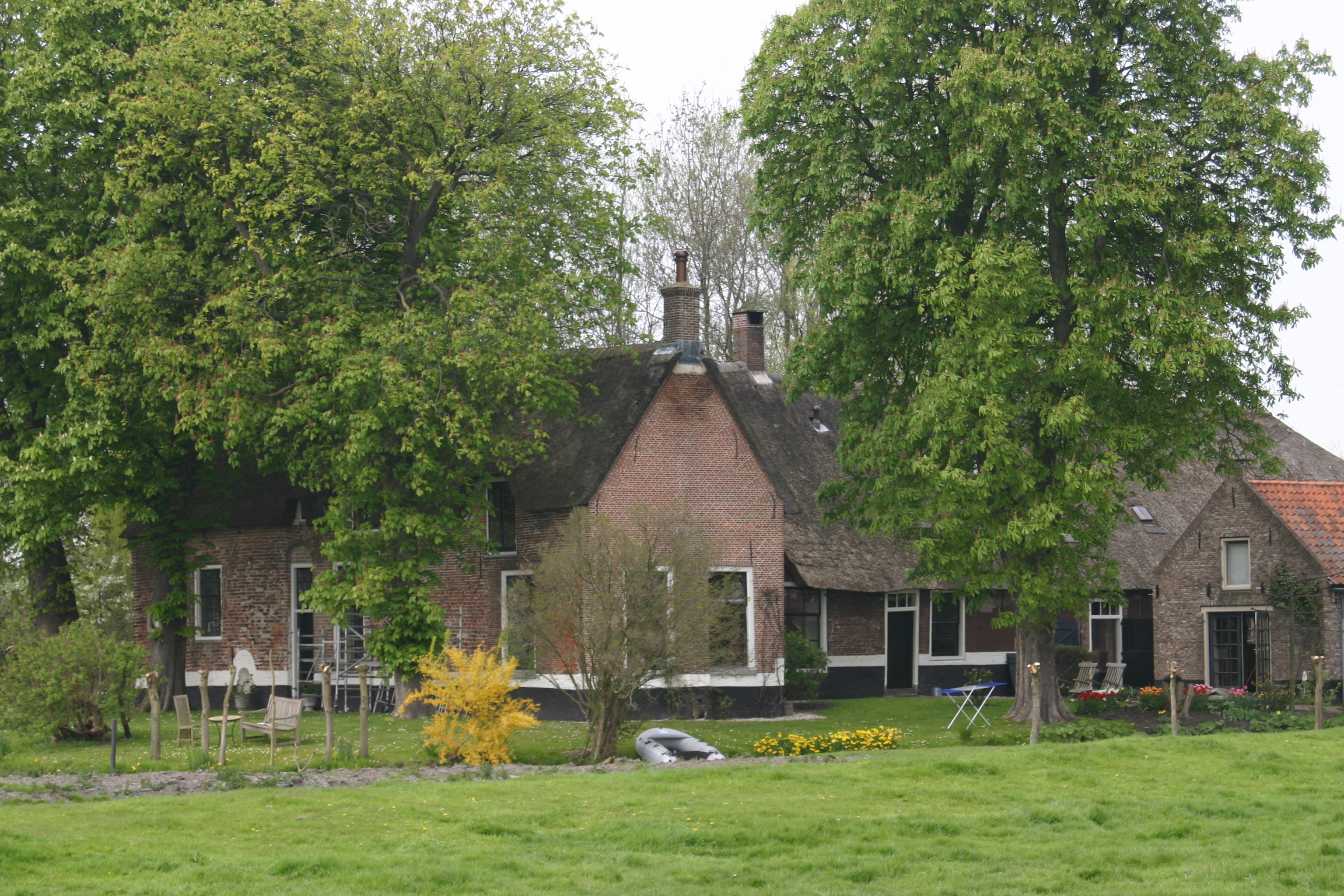
Будинок № 9
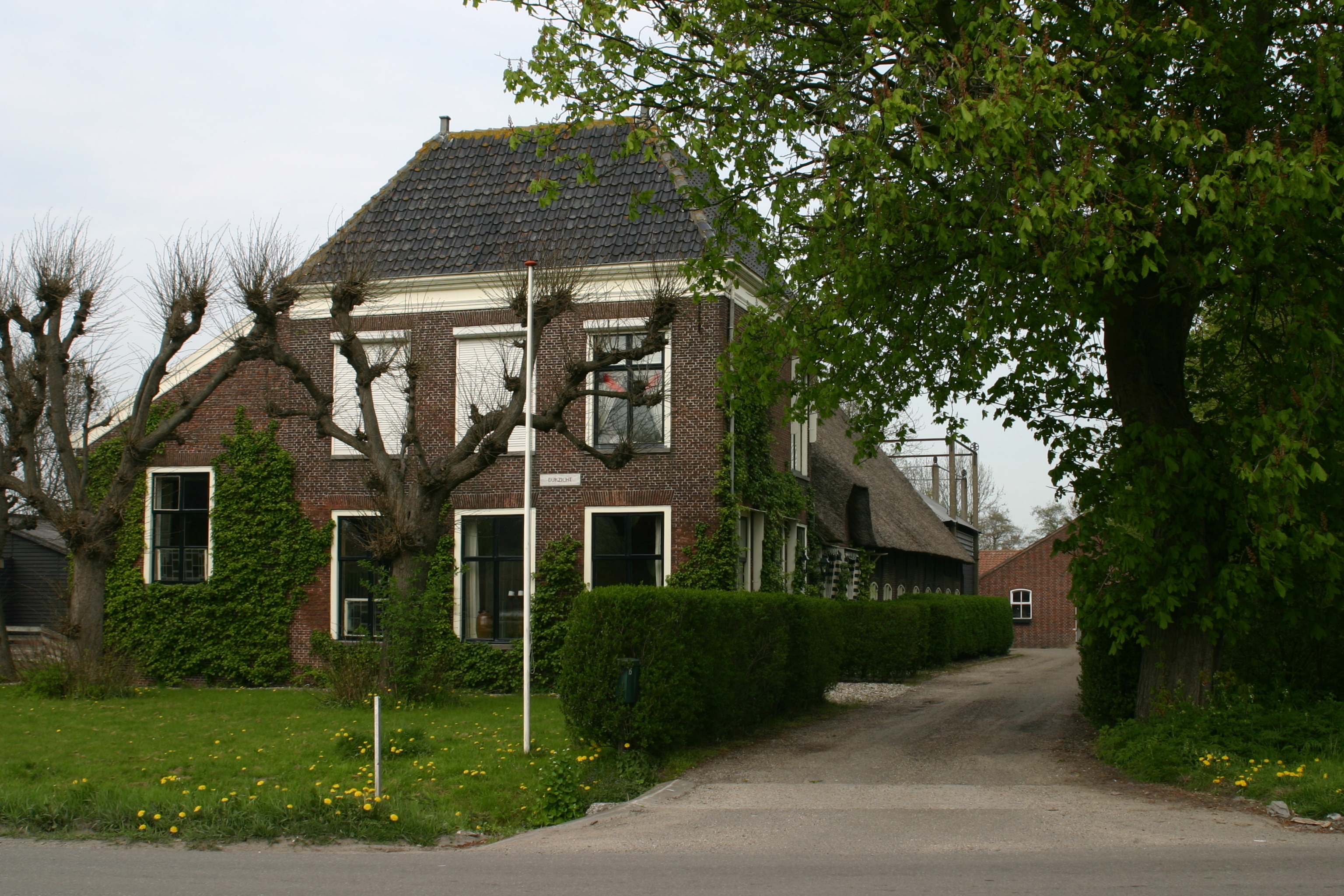
Ферма «Dijkzicht»
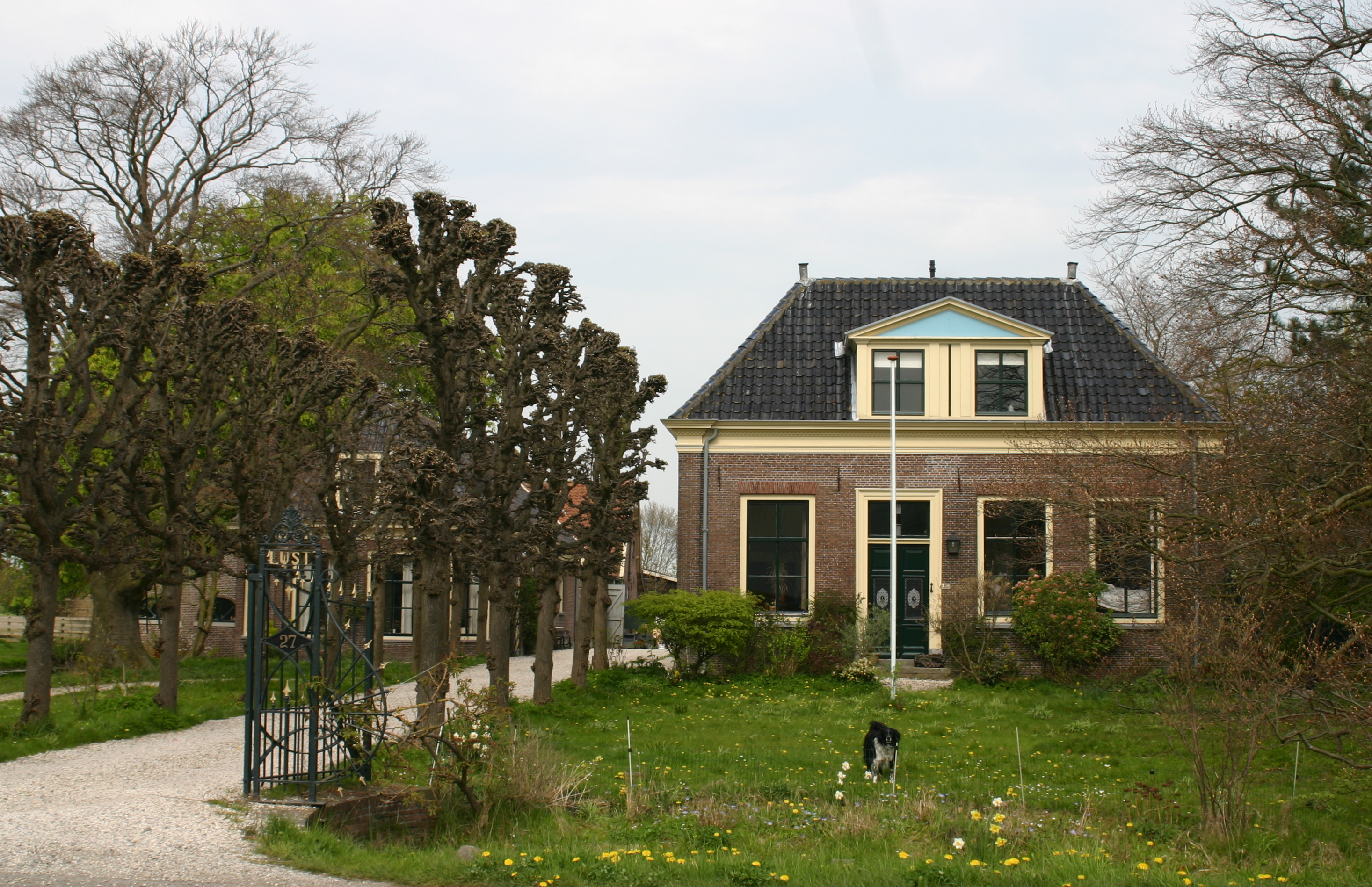
Ферма «Bouwlust»
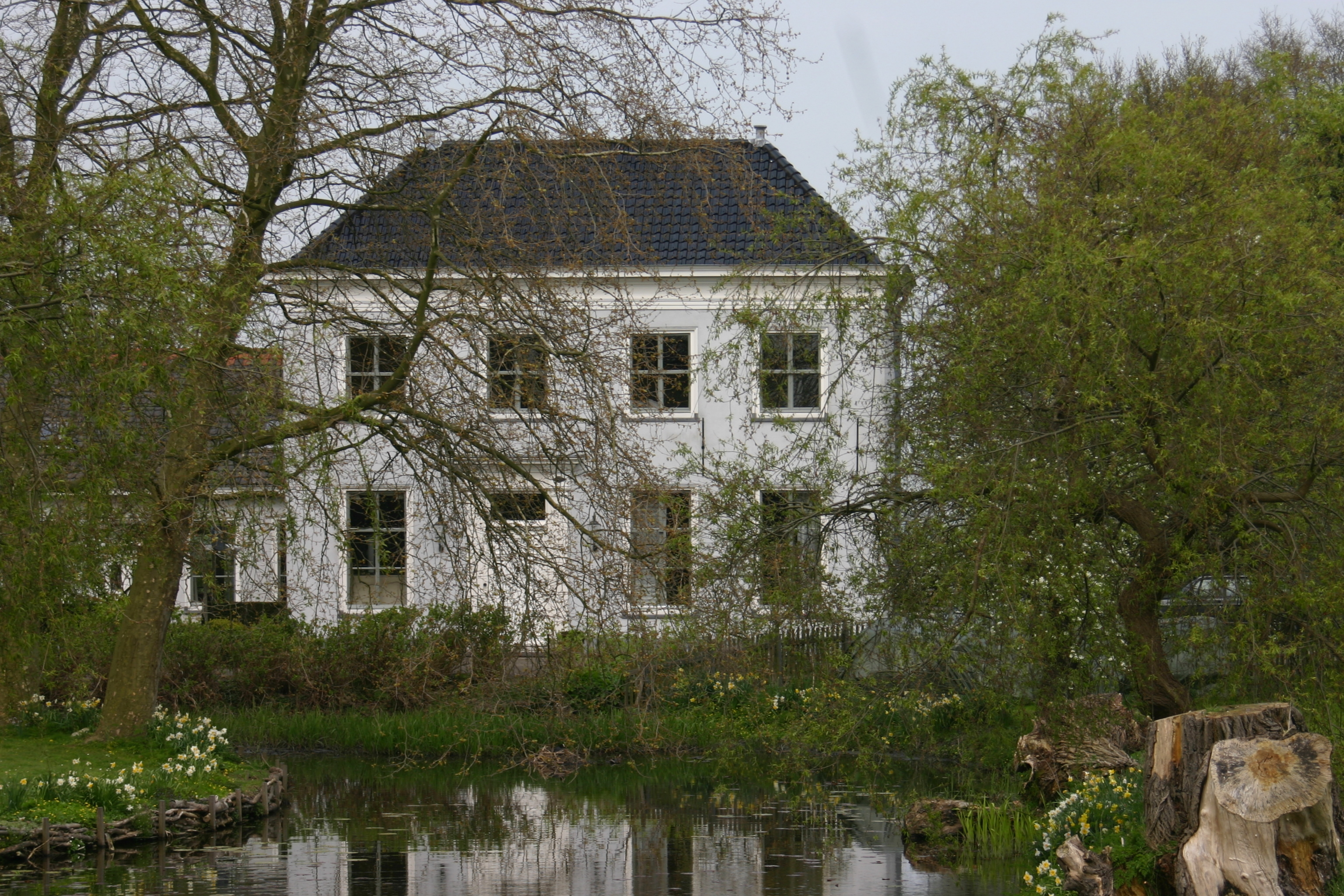
Ферма «Hoogkraan»
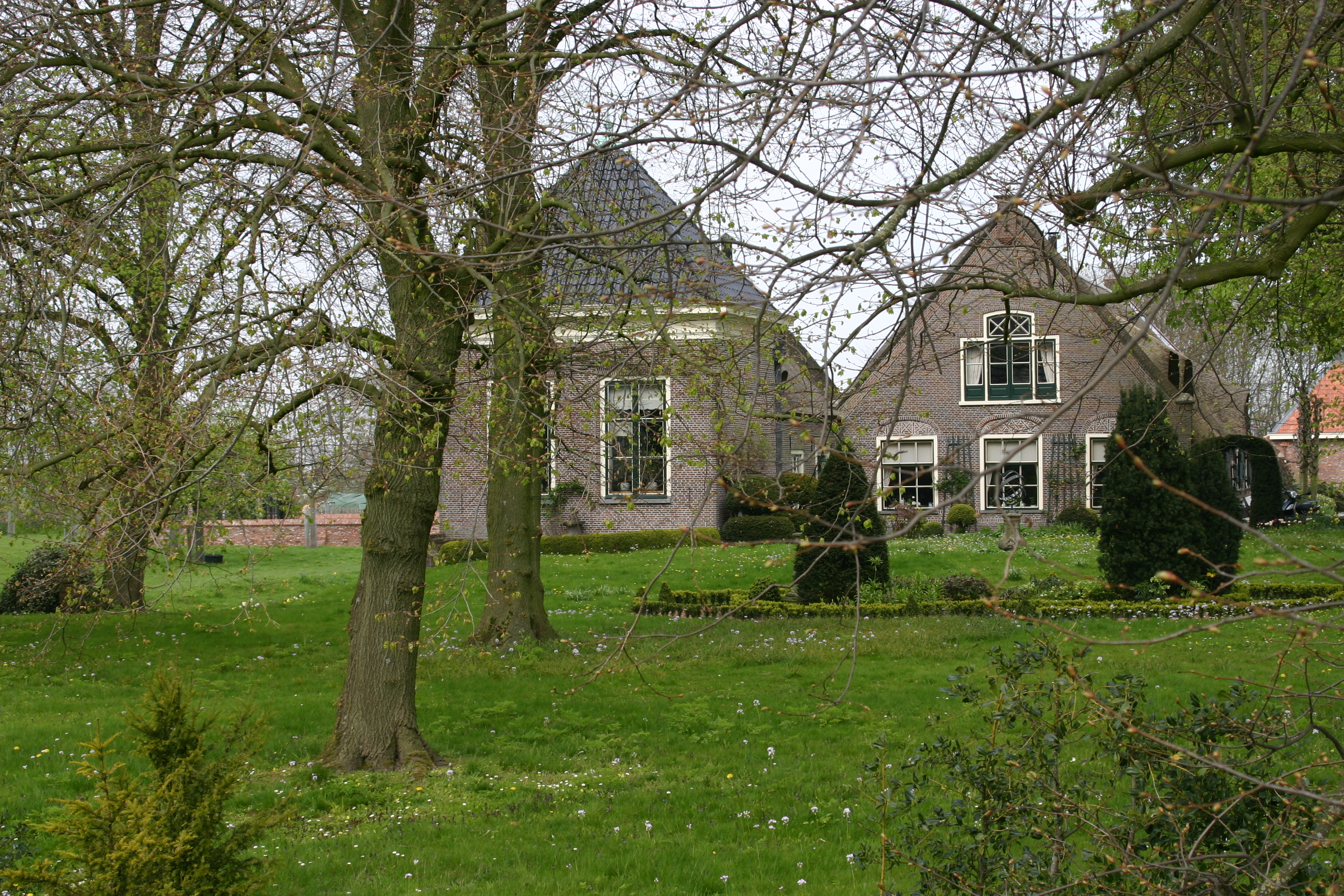
Ферма «Agthoven»
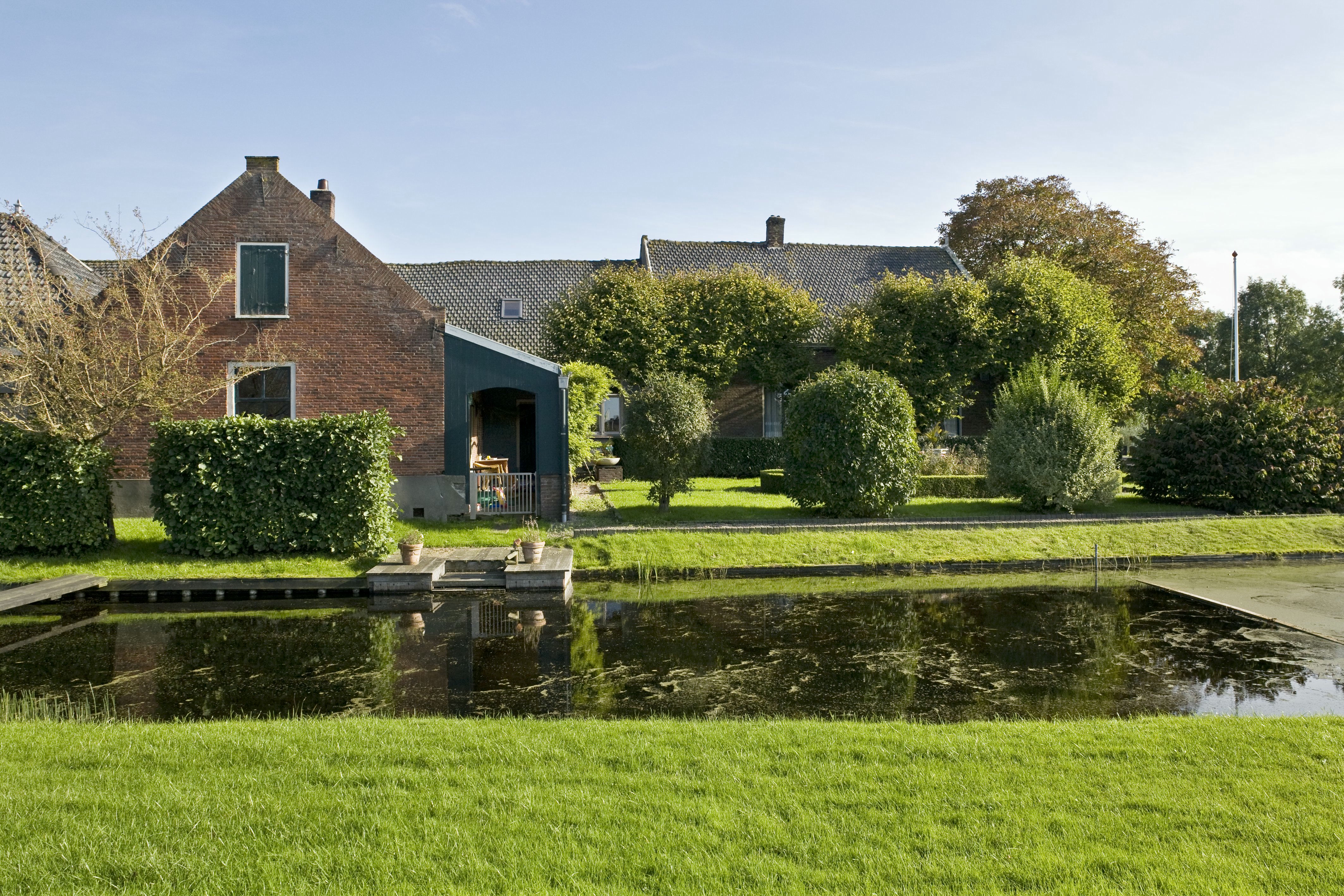
Ферма «Ringgraaf»
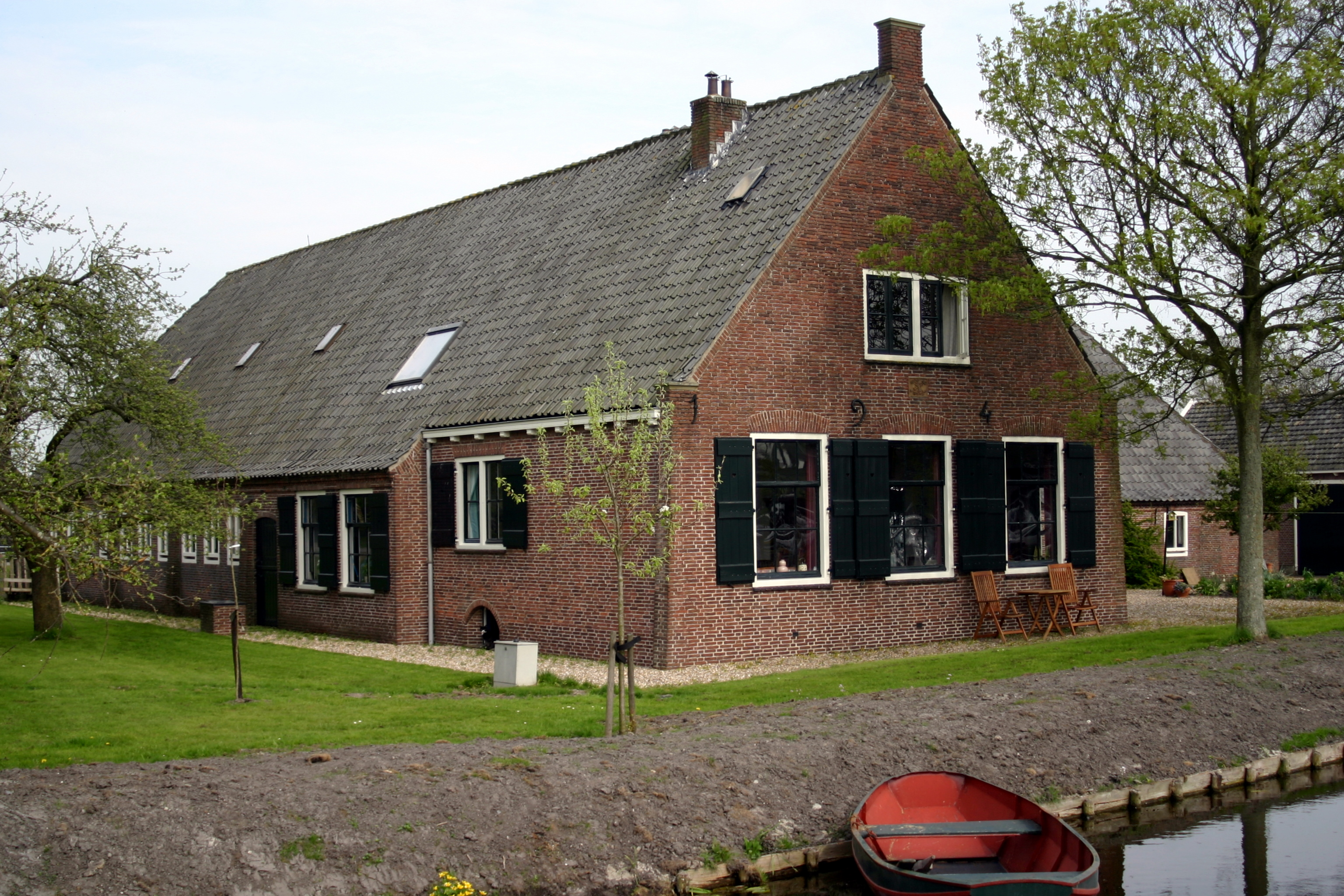
Будинок № 60